# 坪川駅
坪川駅（つぼがわえき）は、かつて青森県上北郡天間林村（現在の七戸町）にあった、南部縦貫鉄道南部縦貫鉄道線の駅である。

## 歴史
- 1963年（昭和38年）4月1日：後平駅とともに開業。
- 1997年（平成9年）5月6日：南部縦貫鉄道線休止とともに休止。
- 2002年（平成14年）8月1日：南部縦貫鉄道線廃止とともに廃駅。

## 駅構造
土手の上に単式ホーム1面1線があり、木造の小さな待合室があった。無人駅。

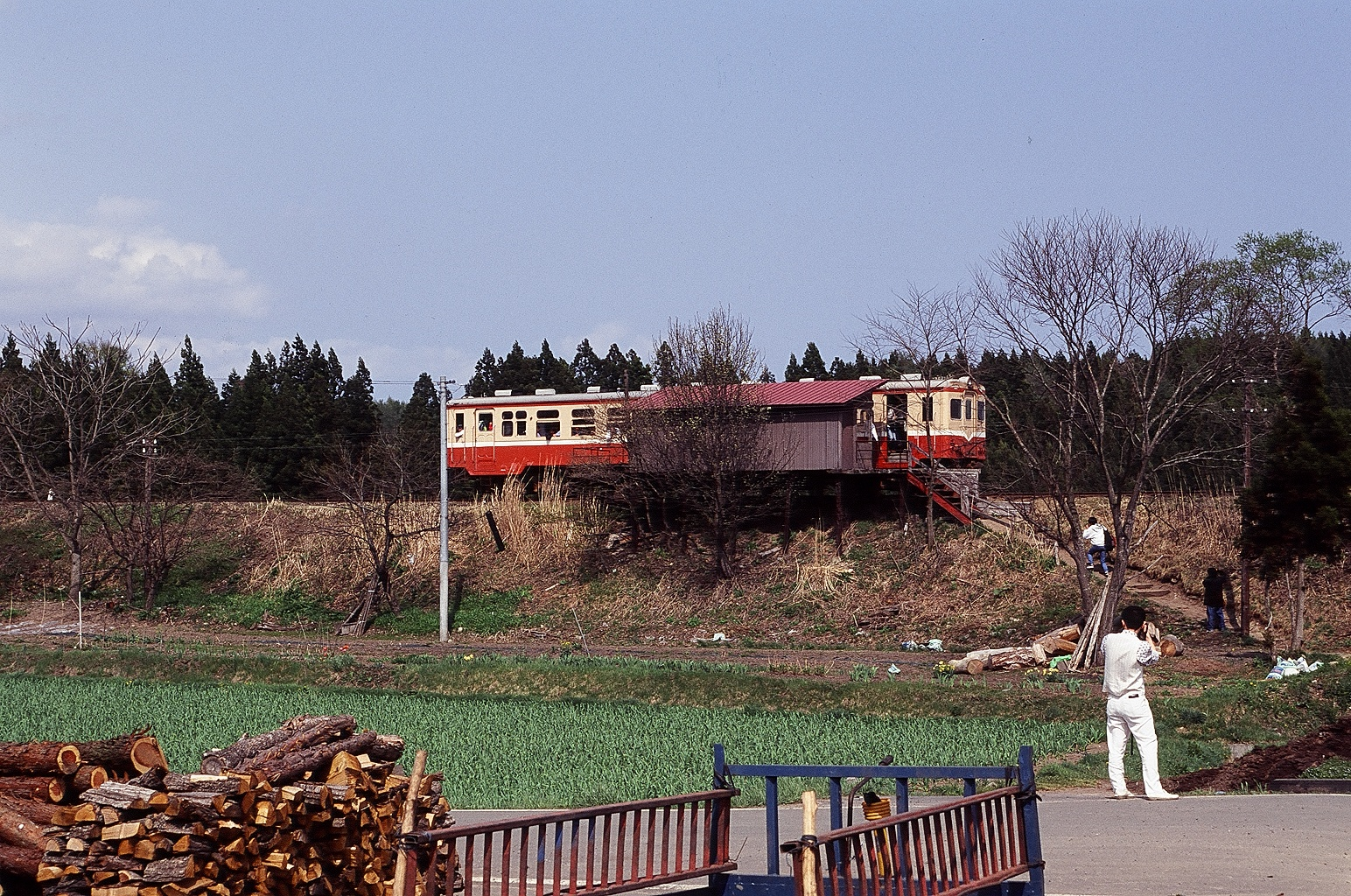
坪川駅に停車中のキハ10形気動車

## 隣の駅
南部縦貫鉄道
南部縦貫鉄道線
坪駅 - 坪川駅 - 道ノ上駅